# Rossmann
Dirk Rossmann GmbH eller Rossmann er en tysk drogeriekæde med over 4.000 butikker i Europa. De har hovedkvarter i Burgwedel. Virksomheden blev etableret af Dirk Rossmann i 1972.